# Potapljanje na vdih
Potapljanje na vdih je potapljanje, kjer potapljač namesto avtonomne podvodne dihalne naprave t. i. SCUBA uporablja tehniko zadrževanja vdiha.
Najbolj znane dejavnosti, ki vključujejo potapljanje na vdih so: podvodni ribolov, podvodno fotografiranje, sinhrono plavanje, podvodni nogomet, podvodni hokej, podvodno ciljanje na tarčo ter snorkljanje. Izraz »potapljanje na vdih« pogosto povezujemo tudi s tekmovalnim potapljanjem ali tekmovalno apneo.
To je adrenalinski šport, ki pritegne največ pozornosti, ko tekmovalci poskušajo doseči največjo globino, čas  ali razdaljo z enim samim vdihom.

## Zgodovina
Potapljanje na vdih so prakticirali že od  antike za podvodni ribolov, nabiranje spužv ter biserov, pri reševanju potopljenih dragocenosti iz razbitin ladij ter pomoč pri vojaških akcijah.
V starih časih je bilo potapljanje na vdih, brez pomoči mehanskih naprav, edino možna oblika potapljanja, z izjemo občasno uporabo trsja ter usnjenih mehurjev in potapljaških zvonov. Potapljači so se srečevali s podobnimi problemi kot danes in sicer z dekompresijsko beleznijo ter nezavestjo v globokih vodah. Zaradi teh je bilo med potapljači veliko smrtnih žrtev.
Potapljanje na vdih se je začelo v Antični Grčiji, saj tako Homer kot Platon omenjata spužve, ki so jih nabirali potapljači in so se uporabljale pri kopanju.
Otok Kalymnos je glavno središče potapljačev - nabiralcev spužev. Ti so pri potopih začeli uporabljati uteži, da so se lažje ter hitreje potopili do dna. Nastala je tehnika Skandalopetra, pri kateri se uporabljajo oblikovani kamni iz marmorja ali granita. Kamen hidrodinamične oblike, s težo 8-15 kg, so potapljači privezali na vrv ter se ob njej spustili na dno. Znane so tudi Japonske potapljačice Ama, katerih prednice so po tradiciji nabirale bisere že pred 2.000 leti.
Sredozemsko morje ima veliko pomorskih poti. Kot rezultat je veliko razbitin ter ostrih zim, zato so bili potapljači pogosto najeti za reševanja. Zaradi nevarnosti, ki so jim pretile, so potapljači dobili za reševanje plačilo in sicer od globine 50 m tretino in globlje od 90 m polovico vrednosti. Potapljače so uporabljali pri vojskovanju in sicer za postavljanje podvodnih barikad.

## Rekreativno potapljanje na vdih
Potapljanje na vdih je tudi rekreativna dejavnost, sproščanje, edinstvena izkušnja ter bistveno drugačna od potapljanja s potapljaško opremo.
Prednosti so:
- Manj opreme
- Večja mobilnost ter hitrost
- Nižji stroški potapljanja
- Krajši čas priprave
- Ni potrebno izvajati dekompresije pri globjih potopih

Izkušeni potapljači na vdih gredo lahko pogosto tako globoko kot potapljači z opremo ali celo globlje.

## Fiziologija
- Potapljaški refleks: padec srčnega utripa.

Refleks sprožimo že samo, če potopimo obraz v vodo v posodi, ker je že na obrazu dovolj receptorjev, da se sproži potapljaški refleks. Ta refleks je prisoten pri vseh sesalcih. Pri človeku je zelo izrazit v prvih mesecih življenja in počasi zakrni, če ga ne vzdržujemo, se pa lahko ponovno natrenira v kasnejših letih. Zanimivo je, da v topli vodi traja dlje, da se sproži potapljaški refleks. Po navadi traja 3 dni da ga ponovno pridobimo 
- Krčenje vranice: sproščanje rdečih krvnih celic, ki nosijo kisik
- t.i. Blood shift se pojavi pri globjih potopih. Ta je obrambni mehanizem pred kolapsom pljučnega koša

Iz okončin se iz žil v vitalne organe (pljuča, srce, predel prsnega koša) izlije tudi do 1,5 l krvi,ki nas varuje pred poškodbami pljuč.
- Hlajenje telesa: s hlajenjem telesa  se nam zmanjša poraba kisika

.

## Tehnika
Pri potapljanju na vdih gre za kombinacijo fizične pripravljenosti, telesne  ter mentalne zmogljivosti. Različni športniki to sposkušajo doseči na  različne načine.
Velika večina potapljačev to poskuša doseči s povečanjem kondicije ter večanjem kapacitet pljuč, ki s pomočjo t.i. pakiranja ter hiperventilacije poskušajo povečati zalogo kisika v pljučih.

## Trening
Trening se lahko izvaja na prostem, na različne načine.
Eden izmed načinov  je t.i. apnea sprehod, med katerim se najprej nadihamo. To storimo z globokimi ter počasnimi 5 sekundnimi vdihi ter  10 sekundnimi izdihi (po zmožnostih trajanje povečujemo). 
Nato vdihnemo in zadržujemo zrak (do 1 minute), gremo na sprehod in ob tem zadržujemo zrak, dokler ne potrebujemo ponovnega vdiha.
Športniki lahko na ta način naredijo tudi do 400 m
Ta način je dober za privajanje mišic za delo v anaerobnih pogojih ter toleranco CO2.

## Prosto potapljanje kot športna disciplina

### Tekmovanja
V prostem potapljanju sta združeni dve svetovni organizaciji AIDA Internacional in CMAS.
Večini vrst tekmovalnega potapljanja je skupno to, da gre za individualni  šport, kjer posameznik poskuša preseči svoje meje. 
Trenutno je v prostem potapljanju devet uradnih  disciplin, ki so priznane tako s strani AIDA kot CMAS.

### Bazenske discipline
- Statična apnea (STA): časovno zadrževanje zraka
- Dinamična apnea s plavutmi (DYN): Podvodno plavanje v bazenu  na razdaljo, pri tem si športnik pomaga z uporabo plavuti ali monoplavuti
- Dinamina apnea brez plavuti (DNF): Podvodno plavanje brez uporabe pripomočkov.

### Globinske discipline
- Konstantna obtežitev (CTV): Športnik se spusti in dvigne na maksimalno globino le z uporabo lastne sile v nogah ali rokah ter uporabo plavuti ali monoplavuti.
- Konstantna obtežitev brez plavuti (CNF): Športnik se spusti in dvigne na maksimalno globino le z uporabo lastne sile v nogah ali rokah brez uporabe plavuti ali monoplavuti
- Prosti potop (FIM): Potapljač se spusti v globino brez kakršnihkoli pripomočkov za pogon pod vodo. Z rokami vleče ob vrvi do maksimalne globine in nazaj.
- Spremenljiva obtežitev (VWT): V tej disciplini je dovoljena uporaba sani z balastom za doseganje najgloblje točke. Potapljač lahko dodaten balast pusti na dnu in mora izplavati s svojimi lastnimi močmi, pri čemer je dovoljena uporaba plavuti in vlečenje ob vrvi.

### Brez omejitev- No limit (NLA)
- tekmovalec se spusti v globino na saneh z balastom, dvigne pa se lahko po želji, tudi z uporabo kakršnih koli pripomočkov. Najpogosteje se za dvig uporablja napihljiv balon ali pa jopič z napihljivimi prekati.

Za razliko od ostalih pri tej disciplini ne povzroča težav pomankanje zraka, temveč pritisk ter izenačevanje.
Trenutni rekorder je Herbert Nitsch -214m  14.06.2007, Spetses v Grčiji.

## Alenka Artnik
Slovenska potapljačica na vdih (apnea) Alenka Artnik se je začela ukvarjati s prostim potapljanjem pri tridesetih letih, Od takrat podira mejnike. Sprva v bazenskih disciplinah, od leta 2015 pa še v globinskih. Nase je resneje opozorila leta 2017, ko je ubranila naslov svetovne prvakinje in postala četrta ženska v zgodovini, ki se je potopila do globine stotih metrov.
V letih od 2018 do 2021 je šestkrat izboljšala svetovni globinski rekord. Zadnjič julija 2021 je dosegla rekord z doseženo globino 122 m na Bahamih.

## Filmi
- Le Grand Bleu - The Big Blue (1988): romantični film o dveh svetovnih potapljačih na vdih ter njunim rivalstvu, Jacques Mayol ter Enzo Maiorca.
- Ocean Men (2001) : dokumentarec o umetosti ter znanosti potapljanja na vdih. Francisco "Pipín" Ferreras in Umberto PELIZZARI .
- Into the Blue (2004)
- The Freediver (2004)
- FreeDive (2005): Dokumentarec o svetovni rekorderki Tanyi Streeter, ki še vedno drži rekord No limit iz leta 2001 na globini -160m.
- Breathe A freediving film (2011): dokumentarec o Williamu Trubridg, svetovnem prvaku ter rekorderju iz Nove Zelandije.
- No Limits(2013): dokumentarec televizijske hiše ESPN o življenju in smrti francoske rekorderke Audrey Mestre.